# Snipperdag
Een snipperdag is de benaming voor een losse vakantiedag.
Een snipperdag wordt dus niet aaneengesloten met andere vakantiedagen opgenomen. In dat geval wordt gesproken van vakantie of als het om een paar vrije dagen rond het weekeinde gaat van lang weekend.
Snipperdagen worden bijvoorbeeld opgenomen om een verjaardag van een familielid te vieren, of om wat klusjes in en om het huis te doen.
Snipperdagen kunnen vaak per hele of halve dag worden opgenomen. Daar waar men zijn vrije tijd per uur kan opnemen wordt wel geproken van kruimeluren of snipperuren.